# Ignasi Vila i Despujol
Ignasi Vila i Despujol   (Barcelona, 8 de setembre de 1934 - Sant Cugat del Vallès, 4 de setembre de 2020) fou un jesuïta català, historiador i mestre, autor de diversos llibres sobre la Companyia de Jesús. Va entrar al noviciat de la Companyia de Jesús a Veruela l'any 1951 fins al 1953. Després va estudiar com a jesuïta Filosofia i Teologia a Raimat (Lleida) i al Centre Borja de Sant Cugat on es va ordenar sacerdot el 1964. El 1969 va fer els últims vots de la Companyia de Jesús. Des del 1966 fins al 2014, va ser professor d'Història, Grec, Llatí, Sociologia i Religió al col·legi Sant Ignasi de Sarrià, Barcelona, on també havia estat alumne. Va publicar diversos llibres, el 2010, La Compañía de Jesús en Barcelona en el siglo XVI; el 2013, Els jesuïtes a la Rambla de Barcelona, publicat per l'editorial Claret i, el 2018, La Compañía de Jesús en Barcelona (1600-1659). També publicà, el 1995, Sant Ignasi (Sarrià). Història d’un col·legi centenari. El 2017 va subscriure una declaració, juntament amb altres 400 capellans, que donava suport explícit a la celebració del referèndum sobre la independència de Catalunya de l'1 d'octubre. Va morir el 4 de setembre de 2020 a Sant Cugat de Vallès (Barcelona), als 85 anys.